# 見よや十字架の

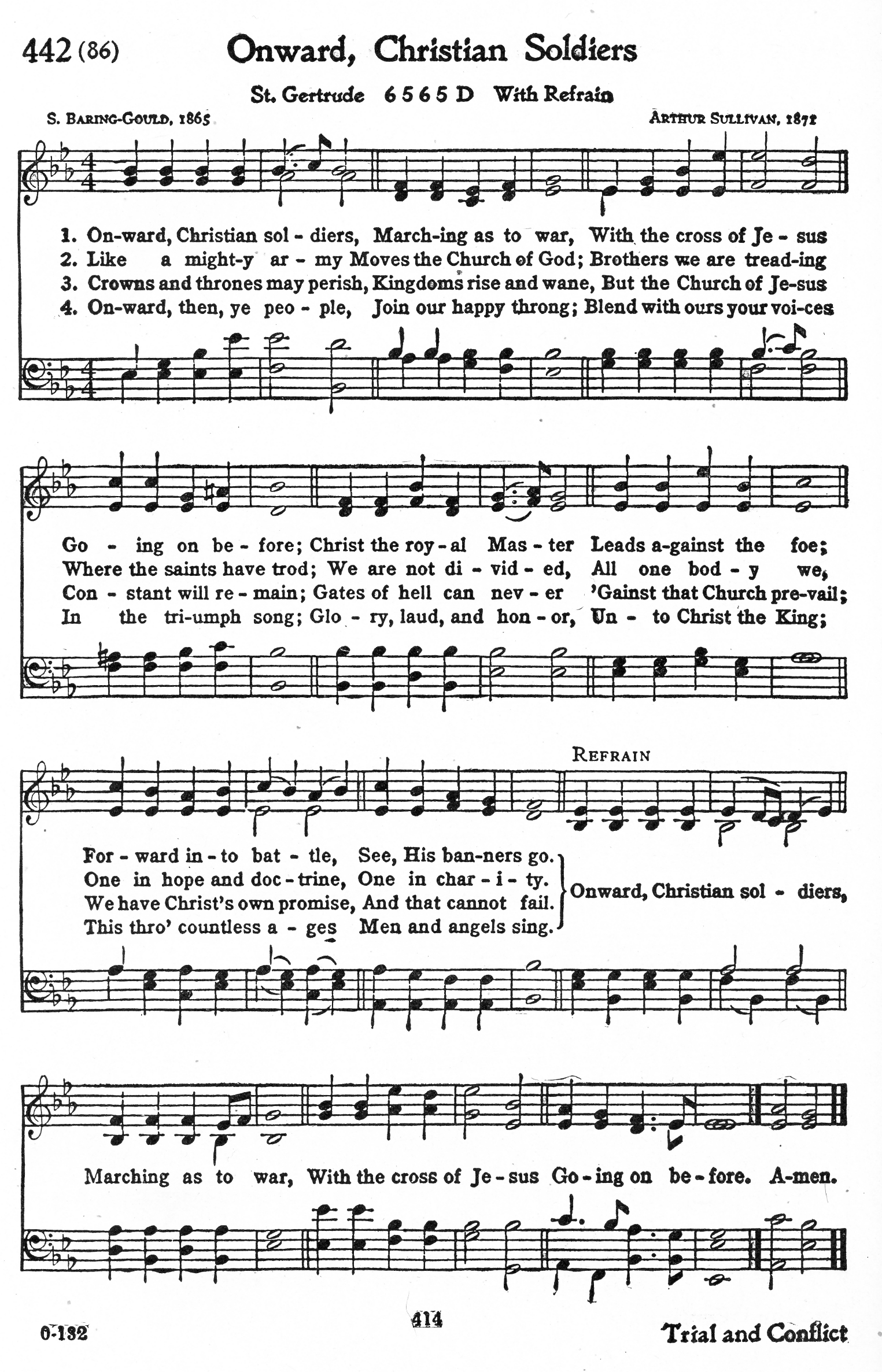
「見よや十字架の」（原詩はOnward, Christian Soldiers）

「見よや十字架の」（英語: Onward, Christian Soldiers）と日本語の歌詞の一行目のから、または「すすめつわもの」と繰り返し（英語: Onward, Christian Soldiers）から知られている歌は、イギリスで19世紀に作られた讃美歌で、セイバイン・ベアリング＝グールドの作詞、アーサー・サリヴァンの作曲になるものである。キリスト教関係の救世軍ではよく歌われている。
その軽快な行進曲調のリズムのために人気ある讃美歌のひとつであるが、その軍隊調のリズムと歌詞のためか最近の編纂による讃美歌集では避けられている面もある。 

## 参照項目
- 讃美歌「立てよいざ立て」
- 讃美歌集一覧